# ويليستون (فيرمونت)
ويليستون (بالإنجليزية: Williston, Vermont)‏ هي بلدة تقع بولاية فيرمونت في الولايات المتحدة. تبلغ مساحتها 79.5 (كم²)، وترتفع عن سطح البحر 184 م، بلغ عدد سكانها 8698 نسمة في عام 2010 حسب إحصاء مكتب تعداد الولايات المتحدة وتصل الكثافة السكانية فيها 97.4 نسمة/كم2.

## أعلام
- ستيفن جيرارد ويبل
- راؤول هيلبرغ
- بيتر اورلفسكي
- ديف كيف

## وصلات خارجية
- The US50 - Cities and Towns in Vermont State
- Vermont Cities and Towns, Facts, Map, Flag, Colleges, Government, and More